# 奥德翁广场

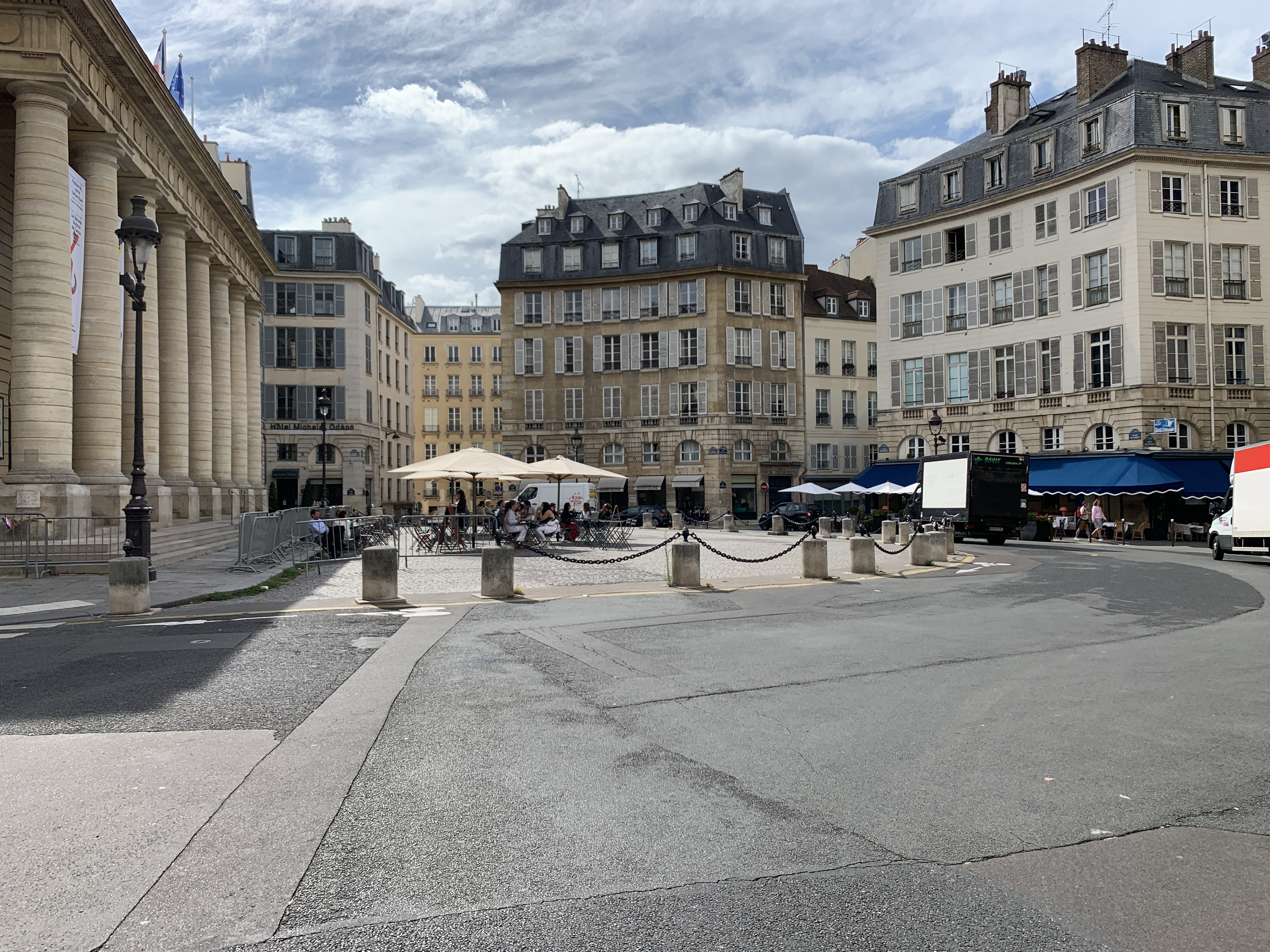
奧德翁廣場（2021年7月）

奥德翁广场（Place de l'Odéon）是巴黎第六区的一个半圆形广场，位于奥德翁剧院北侧。

## 位置
周边数条街道交汇于此：
- 西：Rue Regnard
- 西北：Rue Crébillon

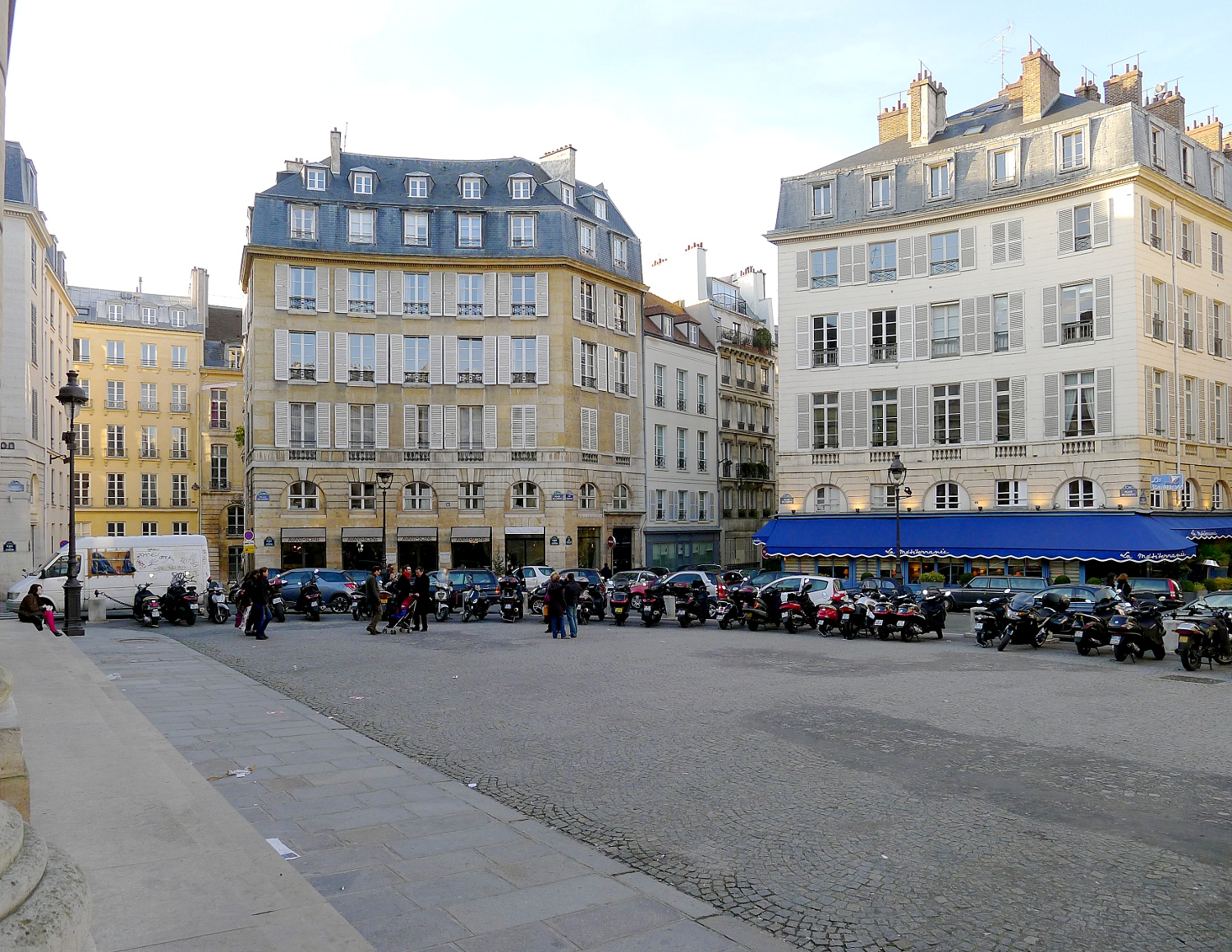
奧德翁廣場, côté ouest.

- 北：奥德翁路（Rue de l'Odéon）
- 东北：Rue Casimir-Delavigne
- 东：拉辛路（Rue Racine）
- 南：Rue Rotrou（剧院西侧）、Rue Corneille（剧院东侧）

## 名称
奥德翁广场得名于奥德翁剧院。

## 历史
奥德翁广场开辟于1779年，原名法兰西喜剧院广场（Place du Théâtre-Français、Place de la Comédie-Française） 。

## 建筑
- 奥德翁剧院
- 1号[1].
- 7号